# Falkland-Uferwipper
Der  Falkland-Uferwipper (Cinclodes antarcticus), früher als Einfarb-Uferwipper oder als Rußbrauner Uferwipper bezeichnet, ist ein Sperlingsvogel aus der Gattung der Uferwipper innerhalb der Familie der Töpfervögel. Es gibt zwei Unterarten Cinclodes a. antarcticus (Falklandinseln) und Cinclodes a. maculirostris (Kap Hoorn).

## Merkmale
Cinclodes a. antarcticus erreicht eine Körperlänge von 18 bis 21 cm. Das Gefieder ist dunkel rußbraun, mit Ausnahme des etwas helleren Halses. Die Basis der Schwungfedern (innere Hand- und Armschwingen) ist stumpf rotbraun, was jedoch nur im Flug wirklich erkennbar sind. Die Iris ist dunkelbraun. Der Schnabel ist schwärzlich. Der Lauf und die Zehen sind schwärzlich. Die Geschlechter sehen gleich aus. Das juvenilen Vögel sind offenbar nicht beschrieben, aber das Gefieder erscheint im Allgemeinen viel brauner, besonders am Kopf, an der Vorseite und an den Flügeldecken. An den Schnabelscheiden und an den Schnittkanten des Schnabels ist eine unterschiedliche Gelbfärbung erkennbar.
Cinclodes a. maculirostris erreicht eine Körperlänge von 19 bis 23 cm und ein Gewicht von 59 bis 68,9 g. Der ziemlich große, einheitlich gefärbte Vogel unterscheidet sich von Cinclodes a. antarticus dadurch, dass er einen etwas längeren Schwanz und einen kürzeren Schnabel hat, schwärzer ist, keine rötliche Färbung auf den Flügeln aufweist und einen deutlich gelblichen Schnabelgrund hat. Die Geschlechter sehen gleich aus. Die juvenilen Vögel sind unbeschrieben.

## Nahrungsverhalten
Der Falkland-Uferwipper ernährt sich hauptsächlich von Gliederfüßern und marinen Wirbellosen, einschließlich Flohkrebsen (Amphipoda), Asseln, Zweiflüglern (Diptera) und deren Larven sowie Heuschrecken (Rhaphidophoridae), aber auch von zerbrochenen Pinguin- und Kormoraneiern, sowie von Fischresten und anderen Speiseresten, die von Pinguinen erbrochen werden. Die Nahrung wird einzeln oder paarweise aufgenommen. Er pickt Nahrung von Stränden, insbesondere von Seetangabfällen, in die er Löcher hackt und dann Wirbellose herauszieht. Der Falkland-Uferwipper pickt auch Wirbellose aus Nestern und Ausscheidungen von Seebären und Seevögeln. Er macht Aufwärtsprünge, um Fliegen aus der Luft zu fangen. Man sieht ihn auch auf schwimmenden Seetangbetten, wo er auch Menschen beim Strandspaziergang genau folgt und von ihnen aufgescheuchte Wirbellose jagt. Der Falkland-Ufer kommt sogar in menschliche Behausungen vor und dringt sogar in Häuser ein, um Brotkrumen und andere menschliche Nahrung zu stehlen. Manche Exemplare sind auch an den Wunden von Südlichen See-Elefanten (Mirounga leonina) zu finden.

## Fortpflanzungsverhalten
Die Brutsaison findet während des südlichen Frühlings und Sommers statt. Die Eiablage ist von Oktober bis Januar. Nestlinge sind von November bis Januar zu finden. Die monogamen Paare beginnen meist im Oktober an zu brüten. Häufig gibt es zwei Bruten. Flügelschlagartige Darstellung des Gesangs ist charakteristisch für die Uferwipper. Die Nester befinden sich am Ende eines Tunnels in der Vegetation, der am Ufer ausgehoben wurde, in einem Loch, in Spalten in Felsen oder Felsbrocken an der Küste, in einem Loch in einem Baumstamm oder Schutt, in einer Höhle eines Lummensturmvogels (Pelecanoides urinatrix) oder eines Magellanpinguins (Spheniscus magellanicus) oder in einer Ecke unter oder in einem Gebäude. Die Nestkammer wird mit getrocknetem Gras, Wurzelfasern und einigen Federn ausgekleidet. Das Gelege besteht aus zwei bis drei leicht glänzend weißen Eiern gelegt, die manchmal winzige rote Flecken am großen Ende aufweisen. Die Inkubationszeit dauert ungefähr 16 Tage. Die Brutfürsorge ist biparental. Die Nesthygiene ist minimal. Die Nestlingsdauer beträgt 25 Tage. Die Lebenserwartung ist nicht gut studiert, aber mehrere Aufzeichnungen belegen, dass die Vögel mindestens fünf Jahre alt werden.